# Pedagung
Pedagung is een bestuurslaag in het regentschap Pemalang van de provincie Midden-Java, Indonesië. Pedagung telt 6275 inwoners (volkstelling 2010).